# Berényi Dénes (meteorológus)
Berényi Dénes (Karánsebes, 1900. szeptember 21. – Debrecen, 1971. november 30.) magyar meteorológus, egyetemi tanár, a mezőgazdasági tudományok kandidátusa (1952).

## Élete
1926-ban végzett a debreceni tudományegyetem bölcsészettudományi karán, majd egy évvel később, 1927-ben doktorált, ezt követően tanársegéd lett az egyetem földrajzi intézetében. 1933-ban képesítették magántanárrá. 1929 és 1932 között debreceni Egyetemi Földrajzi Intézet Meteorológiai Állomásának Időjárás Jelentéseit is szerkesztette. 1934-ben rábízták a debreceni tudományegyetem Meteorológiai Intézetének vezetését. A második világháború után, 1944 decemberében a már békés területeken meteorológiai megfigyeléseket indított. 1951-ben az egyetem meteorológiai tanszékvezető egyetemi tanára lett. 1958 és 1962 között természettudományi dékánja volt az egyetemnek. Társszerkesztője volt a Acta Universitatis Debreceniensis de Ludovico Kossuth Nominatae (1954–62) sorozatnak és a Acta Geographica Debrecina (1966–70) című évkönyvnek. Egyetemi szintű tankönyveken és jegyzeteken kívül körülbelül 200 szakközleménye jelent meg. Fenológiai figyelőhálózatot szervezett az agrometeorológia és a gazdaság terén. Meteorológiai állomást létesített az egyetem területén, amelyet később obszervatóriummá fejlesztett.

## Művei
- A magyarországi dohánytermelés különös tekintettel Szabolcsvármegyére (Debrecen, 1937)
- A burgonya termesztése és összefüggése az időjárással (Debrecen, 1942)
- A talajmenti réteg éghajlata (Száva-Kovács Józseffel, Bp., 1948)
- Mezőgazdasági meteorológia (Aujeszky Lászlóval és Béll Bélával, Bp., 1951)
- Mikroklimatologie… (Bp.-Stuttgart, 1967)

## Díjai, kitüntetései
- 1955: Hegyfoky-emlékérem